# Isola Bergeggi - Punta Predani
Isola Bergeggi - Punta Predani este o arie protejată (arie specială de conservare — SAC, sit de importanță comunitară — SCI) din Italia întinsă pe o suprafață de 9,7 ha, din care 1 % marine.

## Localizare
Centrul sitului Isola Bergeggi - Punta Predani este situat la coordonatele 44°14′31″N 8°26′40″E / 44.241944°N 8.444444°E.

## Înființare
Situl Isola Bergeggi - Punta Predani a fost declarat sit de importanță comunitară în iunie 1995 pentru a proteja 1 specie de plante și 38 de specii de animale. Situl a fost protejat și ca arie specială de conservare în aprilie 2017.

## Biodiversitate
Situată în ecoregiunea mediteraneană, aria protejată conține 9 habitate naturale: Tufărișuri termo-mediteraneene și de pre-deșert, Pseudostepă cu ierburi și specii anuale de Thero-Brachypodietea, Faleze cu vegetație de Limonium spp. endemic de pe coastele mediteraneene, Peșteri marine scufundate complet sau parțial, Recifuri, Pante stâncoase calcaroase cu vegetație casmofită, Peșteri inaccesibile publicului, Păduri de pin mediteraneene cu pini mezogeni endemici, Vegetație anuală la limita mareei.
La baza desemnării sitului se află mai multe specii protejate:
- plante (1): Campanula sabatia
- păsări (38): fluierar de munte (Actitis hypoleucos), fâsă de luncă (Anthus pratensis), lăstunul mare (Apus apus), Apus pallidus, sticlete (Carduelis carduelis), florinte (Chloris chloris), cioară neagră (Corvus corone), Corvus monedula, prepeliță (Coturnix coturnix), cuc (Cuculus canorus), egretă mică (Egretta garzetta), măcăleandru (Erithacus rubecula), vânturel roșu (Falco tinnunculus), muscar negru (Ficedula hypoleuca), cufundar mic (Gavia stellata), sfrâncioc roșiatic (Lanius collurio), Larus argentatus, Larus audouinii, pescăruș negricios (Larus fuscus), pescăruș-cu-cap-negru (Larus melanocephalus), câneparul (Linaria cannabina), mierlă albastră (Monticola solitarius), stârc de noapte (Nycticorax nycticorax), vrabie (Passer domesticus), Phalacrocorax aristotelis desmarestii, cormoran mare (Phalacrocorax carbo), Phalacrocorax carbo sinensis, codroș de munte (Phoenicurus ochruros), codroșul de pădure (Phoenicurus phoenicurus), pitulice de munte (Phylloscopus collybita), pitulice sfârâitoare (Phylloscopus sibilatrix), pitulice-fluierătoare (Phylloscopus trochilus), silvie cu cap negru (Sylvia atricapilla), silvie mediteraneană (Sylvia melanocephala), fluturașul de stâncă (Tichodroma muraria), pănțărușul (Troglodytes troglodytes), mierlă (Turdus merula), sturz-cântător (Turdus philomelos)

Pe lângă speciile protejate, pe teritoriul sitului au mai fost identificate 17 specii de plante, 5 specii de nevertebrate, 2 specii de reptile.